# Stazione di Onomichi
La stazione di Onomichi (尾道駅?, Onomichi-eki) è una stazione ferroviaria situata nella città di Onomichi, nella prefettura di Hiroshima in Giappone. Si trova sulla linea principale Sanyō.

## Linee e servizi
JR West
■ Linea principale Sanyō

## Caratteristiche
La stazione è dotata di un marciapiede a isola e uno laterale con tre binari in superficie di cui uno di servizio. La stazione supporta la bigliettazione elettronica ICOCA e l'accesso è possibile superando dei tornelli prima dell'accesso ai binari.
| 1 | ■ Linea principale Sanyō | per Mihara e Hiroshima                        |
| 2 | ■ Linea principale Sanyō | per Fukuyama, Kurashiki, Okayama e Banshū-Akō |
| 3 | Binario di servizio      |                                               |

## Stazioni adiacenti
| «                      | Servizio               | »                      |
| Linea principale Sanyō | Linea principale Sanyō | Linea principale Sanyō |
| ---------------------- | ---------------------- | ---------------------- |
| Higashi-Onomichi       | Locale                 | Itozaki                |